# Кільдібек
Кільдібек (*д/н — 1362) — хан Золотої Орди в 1361—1362 роках.

## Життєпис
Про походження Кільдібека тривають дискусії. Висловлюється думка, що він був сином Ірін-бека та онуком Узбек-хана. Проте існують свідчення, що Ірін-бек разом з родиною загинув під час різанини, влаштованої Бердібеком. Водночас сам Кільдібек називав себе сином Джанібека. З огляду на це висувається гіпотеза, що Кільдібек був самозванцем й не належав до династії Чингізидів.
Під час боротьби за владу, що почалася у 1359 році Кільдібек зумів взяти владу в степу, в середній частині Дона. Тут він уклав союз з Ягли-беєм, намісником Азака (сучасного Азова). Поступово зумів залучити на свій бік багатьох представників знаті та військовик, зокрема Мамая. У жовтні 1361 року захопив столицю держави — Сарай-Бату, де вбив хана Орду-Меліка, ставши правителем Золотої Орди.
Поступово Кільдібек поширив владу на північний Кавказ та середню течію Волги, а також область між Волгою та Яїком (Уралом). Разом з тим наприкінці 1361 року від Орди відокремився Хорезм, де створив самостійну державу онук Узбек-хана — Хусейн Суфі.
Втім, деякий час влада хана була доволі міцною. З невідомої причини хан на початку 1362 року розпочав страчувати значних військовиків та представників вищої аристократії. Це викликало невдоволення. Водночас проти Кільдібека став збирати війська Мурад, син колишнього хана Хизра. Він отримав значні кошти від Олексія, митрополита Київського в обмін на обіцянку визнати Дмитра Івановича Московського великим князем.
У вересні 1362 року Кільдібек зустрівся у вирішальній битві проти Мурада, де зазнав поразки. За однією версією, загинув у бою, за другою — зміг врятуватися, але згодом його було вбито. Новим ханом став Мурад.